# Чемпіонат світу з футболу 1978 (кваліфікаційний раунд)
У кваліфікаційному раунді чемпіонату світу з футболу 1978 року 105 збірних змагалися за 14 місць у фінальній частині футбольної світової першості. Ще дві команди, господарі турніру збірна Аргентини і діючий чемпіон світу збірна ФРН, кваліфікувалися автоматично, без участі у відбірковому раунді.
16 місць, передбачених у фінальній частині світової першості 1978 року, розподілили між континентальними конфедераціями таким чином:
- Європа (УЄФА): 9,5 місця, включаючи гарантоване місце збірної ФРН. За решту 8,5 місця змагалася 31 команда. Команда, що виборювала 0,5 місця, мала шанс вибороти путівку на чемпіонат світу у плей-оф проти представника КОНМЕБОЛ.
- Південна Америка (КОНМЕБОЛ): 3,5 місця, включаючи гарантоване місце збірної Аргентини. За решту 2,5 місця змагалися 9 команд. Команда, що виборювала 0,5 місця, мала шанс вибороти путівку на чемпіонат світу у плей-оф проти представника УЄФА.
- Північна, Центральна Америка та Кариби (КОНКАКАФ): 1 місце, за яке змагалися 17 команд.
- Африка (КАФ): 1 місце, за яке боролися 26 команд.
- Азія й Океанія (АФК/ОФК): 1 місце, за яке змагалися 22 команди.

Бодай одну відбіркову гру провели 95 команд. Загалом зіграно 252 матчі, в яких забито 723 голи (2,87 м'яча за гру).

## Зони відбору
Для детальної інформації по змаганням у кожній із зон відвідайте відповідну сторінку:
- Європа (УЄФА): Група 1 — Польща кваліфікувалася.

Група 2 — Італія кваліфікувалася.
Група 3 — Австрія кваліфікувалася.
Група 4 — Нідерланди кваліфікувалися.
Група 5 — Франція кваліфікувалася.
Група 6 — Швеція кваліфікувалася.
Група 7 — Шотландія кваліфікувалася.
Група 8 — Іспанія кваліфікувалася.
Група 9 — Угорщина вийшла до плей-оф КОНМЕБОЛ/УЄФА.
- Південна Америка (КОНМЕБОЛ)

Бразилія і Перу кваліфікувалися.
Болівія вийшла до плей-оф КОНМЕБОЛ/УЄФА.
- Північна і Центральна Америка (КОНКАКАФ)

Мексика кваліфікувалася.
- Африка (КАФ)

Туніс кваліфікувався.
- Азія (АФК) і Океанія (ОФК)

Іран кваліфікувався.

## Плей-оф КОНМЕБОЛ— УЄФА
| 29 жовтня 1977 Перший матч |

| Угорщина                                                                      | 6–0      | Болівія |
| ----------------------------------------------------------------------------- | -------- | ------- |
| - Нілаші 12' - Теречик 19' - Зомборі 22' - Вараді 27' - Пінтер 39' - Надь 81' | Протокол |         |

| Непстадіон Глядачів: 60,000 Арбітр: Рамон Баррето (Уругвай) |

| 30 листопада 1977 Другий матч |

| Болівія                      | 2–3      | Угорщина                                        |
| ---------------------------- | -------- | ----------------------------------------------- |
| Арагонес 45+2' (пен.), 90+4' | Протокол | - Теречик 37' - Галас 43' - Дель Льяно 84' (аг) |

| Стадіон імені Ернандо Сілеса Глядачів: 46,583 Арбітр: Чарльз Корвер (Нідерланди) |

## Учасники

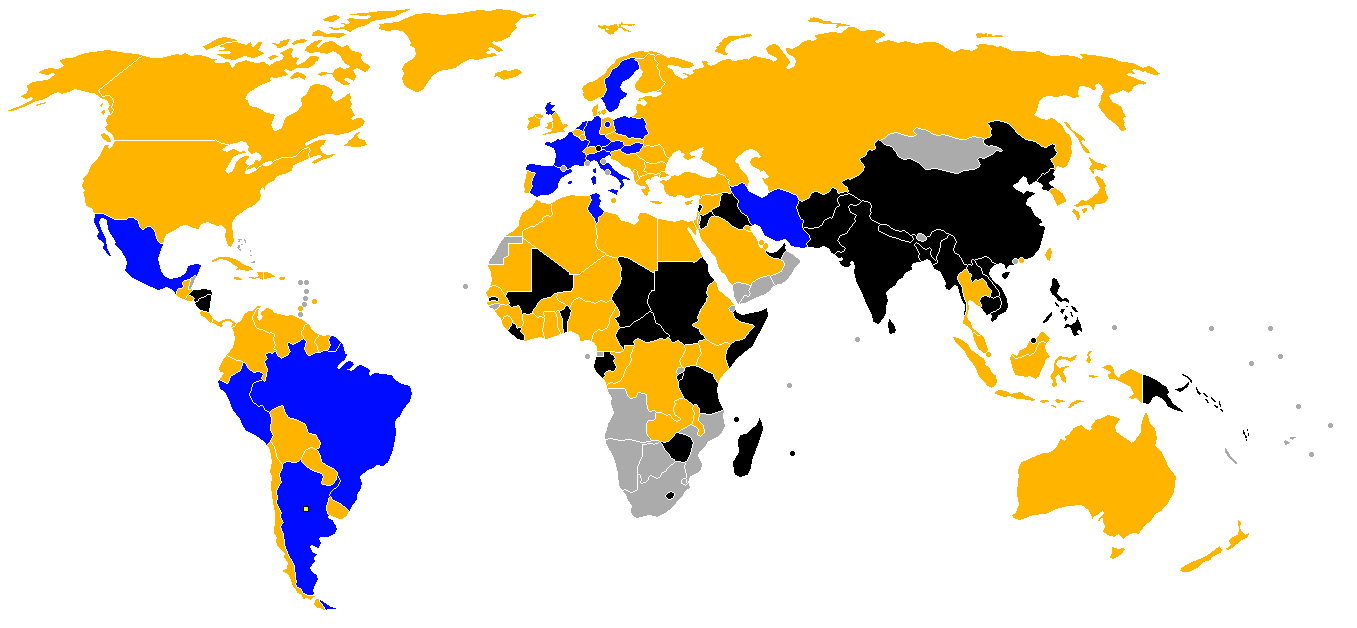
Країни, збірні яких кваліфікувалися на чемпіонат світу
Країни, чиї збірні не кваліфікувалися
Країни, чиї збірні не брали участі у відборі
Країни, що не входили до ФІФА

Для участі у фінальній частині чемпіонату світу 1978 кваліфікувалися 16 команд:
| Команда       | Кількість участей | Участей поспіль | Остання участь |
| ------------- | ----------------- | --------------- | -------------- |
| Аргентина (г) | 7-ма              | 2               | 1974           |
| Австрія       | 4-та              | 1               | 1958           |
| Бразилія      | 11-та             | 11              | 1974           |
| Франція       | 7-ма              | 1               | 1966           |
| Угорщина      | 7-ма              | 1               | 1966           |
| Іран          | 1-ша              | 1               | –              |
| Італія        | 9-та              | 5               | 1974           |
| Мексика       | 8-ма              | 1               | 1970           |
| Нідерланди    | 4-та              | 2               | 1974           |
| Перу          | 3-тя              | 1               | 1970           |
| Польща        | 3-тя              | 2               | 1974           |
| Шотландія     | 4-та              | 2               | 1974           |
| Іспанія       | 5-та              | 1               | 1966           |
| Швеція        | 7-ма              | 3               | 1974           |
| Туніс         | 1-ша              | 1               | –              |
| ФРН (ч)       | 9-та              | 7               | 1974           |

(г) — кваліфікувалася автоматично як господар
(ч) — кваліфікувалася автоматично як діючий чемпіон
П'ять із 16 команд-учасниць за чотири роки не зуміли пробитися до фінальної частини чемпіонату світу 1982: Іран, Мексика, Нідерланди, Туніс та Швеція.

## Бомбардири
9 голів
- Роберто Беттега

7 голів
- Ганс Кранкль
- Луїс Рамірес Сапата
- Емманюель Санон
- Кіт Нельсон

6 голів
- Джон Косміна
- Пітер Оллертон
- Махмуд Ель-Хатіб
- Оскар Енріке Санчес
- Лейнц Домінге
- Файсаль Аль-Дахіль
- Віктор Ранхель